# Équipe du Zimbabwe de Fed Cup
L'équipe du Zimbabwe de Fed Cup est l’équipe qui représente le Zimbabwe lors de la compétition de tennis féminin par équipe nationale appelée Fed Cup (ou « Coupe de la Fédération » entre 1963 et 1994).
Elle est constituée d'une sélection des meilleures joueuses de tennis zimbabwéennes du moment sous l’égide de la Fédération zimbabwéenne de tennis.
Elle a été créée sous le nom d'équipe de Rhodésie de Coupe de la Fédération en 1966, alors que le pays s'appelait Rhodésie depuis son indépendance en 1965, puis a pris le nom d'équipe du Zimbabwe de Coupe de la Fédération après 1979. La participation de ce pays est très irrégulière depuis sa création.

## Histoire
Lors de son premier match en 1966, l'équipe rhodésienne bat l'Autriche 3 à 0, la première victoire étant acquise par Pat Walkden. Les Rhodésiennes s'inclinent ensuite contre l'Italie (3-0). L'année suivante, elles sont exemptées du premier tour puis perdent face aux États-Unis (3-0). L'équipe rhodésienne ne rejoue ensuite qu'en 1972 et 1976 ; l'équipe est également inscrite dans le tableau des éditions 1971 et 1975 mais elle déclare forfait ces années-là.
Sous le nom de Zimbabwe, l'équipe participe à nouveau à la compétition en 1983 et 1984 puis 1987. À partir de 1993, les Zimbabwéennes, notamment emmenées par Cara Black, jouent durant quatre années consécutives, enregistrant 6 victoires pour 9 défaites sur cette période, d'abord dans le Groupe 1 puis dans le Groupe 2.
Depuis lors, l'équipe n'a participé qu'à une seule édition en 2008, avec 4 défaites dans le Groupe 3.

## Anciennes joueuses
- Cara Black
- Paula Iversen (en)
- Julia Muir
- Nicole Wagstaff
- Pat Walkden